# خدابخشی
خدابخشی شاید اشاره کند به:
- محمد خدابخشی نماینده مردم الیگودرز در دوره دهم مجلس شورای اسلامی
- معصومه خدابخشی تیرانداز معلول اهل ایران
- مهدی خدابخشی تکواندوکار ایرانی